# 冨士大和
冨士 大和（ふじ やまと、2006年8月26日 - ）は、埼玉県さいたま市出身のプロ野球選手（投手・育成選手）。左投左打。埼玉西武ライオンズ所属。

## 経歴

### プロ入り前
小学校1年生のときに『大宮パワーズ』で野球を始め、さいたま市立三橋中学校では軟式野球部に所属。3年時は『埼玉西武ライオンズジュニアユース』に選出された。
大宮東高校へ進学し、入学当初の最速は120km/hであったが、兄・隼斗（当時平成国際大学でプレー）が実家に帰ってきた際に、大和は自身の投球映像を見せて助言を求めると、「胸のしなりを使えていない」と教わった。隼斗は大学で故障を経験し、身体の使い方や練習法について勉強しており、大和は胸郭のトレーニングに励むと、球速が上昇。2年春から背番号1を付け、県大会ではチーム9年ぶりのベスト4入りに貢献した。2年夏は埼玉大会5回戦敗退、2年秋は県大会3回戦敗退、3年夏は埼玉大会4回戦で敗退で甲子園出場経験はなし。高校時代の最速は144km/hであった。
2024年10月24日に開催されたドラフト会議にて、埼玉西武ライオンズから育成1位指名を受けた。11月7日には支度金350万円・年俸280万円（金額はいずれも推定）で仮契約を締結。12月1日に新入団選手発表会が行われ、背番号は123と発表された。

## 選手としての特徴
足を上げた後に膝を胸につけ、テイクバックに入ると、トップでは左肘が落ち、そのまま低い位置から左腕を振り抜く変則的でリリースポイントが見えにくい独特な投球フォーム。いわゆる「肘が落ちる」故障が懸念される腕の使い方であるが、その点について本人は「自分は胸郭を柔らかく使う腕の振りなんですけど、テイクバックで胸を張ると両肘の位置が下がるのは自然だと考えています」と話し、アマチュア時代は肩肘の故障歴はなく、フォームを指導されたこともないという。
打者の手元で伸びる最速144km/hのストレートと独特の軌道を描くチェンジアップが武器。持ち球はその他にスライダーなどがある。

## 詳細情報

### 背番号
- 123（2025年[11] - ）